# Jacob Heimans
Jacob Heimans (Amsterdam, 29 mei 1889 – aldaar, 30 december 1978) was een Nederlands plantkundige en natuurbeschermer. Hij was de zoon van de onderwijzer en natuurbeschermer Eli Heimans.

## Levensloop
Heimans studeerde plant- en dierkunde aan de Universiteit van Amsterdam, waar hij in 1910 assistent werd van de botanicus Hugo de Vries. 
Vanwege zijn Joodse afkomst moest Heimans eind 1940 gedwongen stoppen met zijn werkzaamheden aan de universiteit en bij het Amsterdams Lyceum. Een jaar later werd hij om dezelfde reden uit de redactie van de bladen De Levende Natuur en de Geïllustreerde Flora gezet, evenals uit verschillende andere verenigingen. Heimans besloot in augustus 1942 onder te duiken samen met zijn vrouw en dochter, maar het gezin werd na twee maanden al gepakt en overgebracht naar Kamp Westerbork. Via bevriende relaties slaagde hij erin op de zogeheten Frederikslijst geplaatst te worden, samen met zijn vrouw, dochter, moeder en zus. Dit was een lijst die was opgesteld door de secretaris-generaal van het ministerie van Binnenlandse Zaken Karel Johannes Frederiks. In tegenstelling tot veel andere lijsten en functies (bijvoorbeeld bij de Joodsche Raad) waar vervolgde Joden op vertrouwden, bleek deze lijst de mensen die erop stonden een zekere bescherming te bieden. Van de 670 Joden die op de lijst stonden overleefden de meesten de Tweede Wereldoorlog. De Joden op de lijst werden eerst in Barneveld ondergebracht om in september 1943 weer terug te keren in Westerbork. In september 1944 werd de familie Heimans op transport gezet naar Theresienstadt. In februari 1945 waren zij onderdeel van een uitwisselingsproject en kwamen in Zwitserland terecht. Uiteindelijk keerde Heimans met vrouw en dochter in juli 1945 weer terug in Nederland.
Uiteindelijk werd Heimans in 1946 hoogleraar bijzondere plantkunde en genetica aan de Universiteit van Amsterdam. In de periode 1946–1947 was hij ook hoogleraar plantensystematiek en -morfologie  aan de Universiteit van Groningen, maar hij heeft nooit les gegeven, omdat de Universiteit van Amsterdam hem ook een leerstoel aanbood.
Heimans zat in de redactie van de Flora van Heimans, Heinsius en Thijsse die mede door zijn vader was geschreven. Als vertegenwoordiger van die redactie was hij lid van een initiatiefgroep die in 1967 werd opgericht door Victor Westhoff en vertegenwoordigers van de andere Nederlandse Flora's om de Nederlandse plantennamen te herzien. Tot ergernis van de andere commissieleden drukte hij door dat de naam van een geslacht niet gelijk mocht zijn aan die van een soort. Dit heeft geleid tot
… tal van overbodige en ongewenste nieuwe namen zoals "Gewoon Duizendblad", "Echt Lepelblad", "Gewone Dopheide", "Gewone Agrimonie", "Echte Kruisdistel", "Drents Krenteboompje" en "Kleine Winterpostelein"— V. Westhoff
Deze 84 namen worden wel Heimansiana genoemd.
Heimans' standpunt betekende nogal een ommezwaai in zijn opvatting, daar hij eerder verkondigde streng te willen vasthouden aan de bestaande namen aangezien eenheid en onveranderlijke vastheid ons meer waard [is] dan toepasselijkheid. en niet zonder dwingende noodzaak wijzigingen door te voeren waarbij zulk een dwingende noodzaak is niet te construeeren uit minder toepasselijk of slecht gekozen zijn van een naam.